# Cultura FM (Brasília)
A Cultura FM é uma emissora de rádio brasileira, com sede em Brasília, no Distrito Federal. A rádio pertence ao Governo do Distrito Federal. Sua programação tenta alinhar um conteúdo produzido pelos profissionais da emissora e a veiculação de programas colaborativos que dialoguem com perspetiva de pluralidade e diversidade, buscando atender a missão de uma rádio pública que é difundir, irradiar e produzir cultura, educação, cidadania, entretenimento, informação de qualidade e prestação de serviços, buscando atingir um público cada vez mais amplo da nossa sociedade.

## História
A Cultura FM foi fundada no dia do aniversário da capital federal, em 21 de abril de 1988. Suas primeiras transmissões foram realizadas no Anexo do Palácio do Buriti onde ficavam seus transmissores (até hoje) e estúdios. Tempos depois seu estúdio foi transferido para o Teatro Nacional onde permaneceu até o final do ano de 2010, mudando para uma estrutura mais adequada no Espaço Cultural 508 Sul.
A Cultura FM transmitia inicialmente com 2 kW a 5 kW. A partir de 1999 a rádio recebe a concessão para operar em 10 quilowatts e, por conseguinte, adquire um transmissor da potência citada. O sinal da Cultura chega até em cidades como Luziânia, Cristalina, Mimoso de Goiás e Padre Bernardo no entorno do Distrito Federal.
Enquanto meio de comunicação público tem por objetivo prestar serviços informativos, artísticos, educativos e culturais a comunidade e garantir a pluralidade e a diversidade cultural do DF. Na grade de programação da Cultura FM estão programas de cunho local, nacional e internacional, programação jornalística, apoio cultural, spots educativos, entrevistas com artistas e produtores, além de programas colaborativos, veiculados gratuitamente.